# Храм Геркулеса Переможця

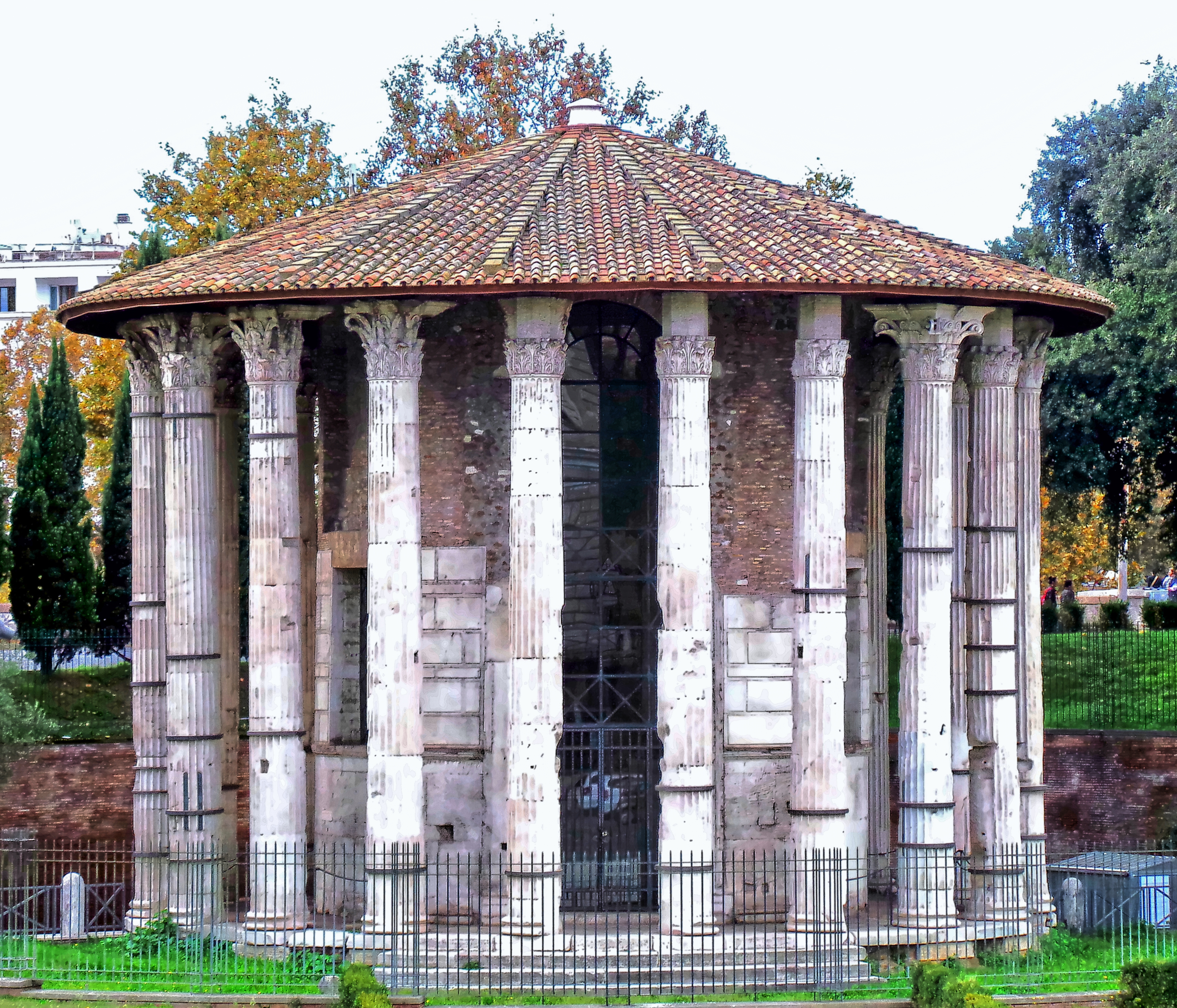
Храм Геркулеса Віктора

Храм Геркулеса Переможця (ще називають лат. Hercules Olivarius, італ. Tempio di Ercole Vincitore) — античний храм на Бичачому форумі в Римі. Храм круглої форми, з усіх сторон оточений колонами. Найстаріша будівля з мармуру в Римі, що збереглася цілою досі.
Він подібний своєю будовою до залишків храму Вести на Римському форумі, тому помилково вважали раніше цю будівлю святинею присвяченою Весті. Надпис, який зберігся на основі статуї в храмі носить назву Hercules Olivarius. На цьому базується припущення, що особа яка збудувала цей храм — Маркус Октавіус Герренус — був напевно торговцем олією.
Побудований бл. 120 до н. е. храм має діаметр 14.8 м і складається із центрального круглої форми культового приміщення (Целла), яке оточують 19 десятиметрових коринфських колон. Дах, який вони тримають не оригінальний, а збудований пізніше.
У 1132 році освятили храм у церкву святого Стефана (тому і збереглася будівля). У XVII ст. ця будівля — церква Santa Maria del Sole.

## Галерея

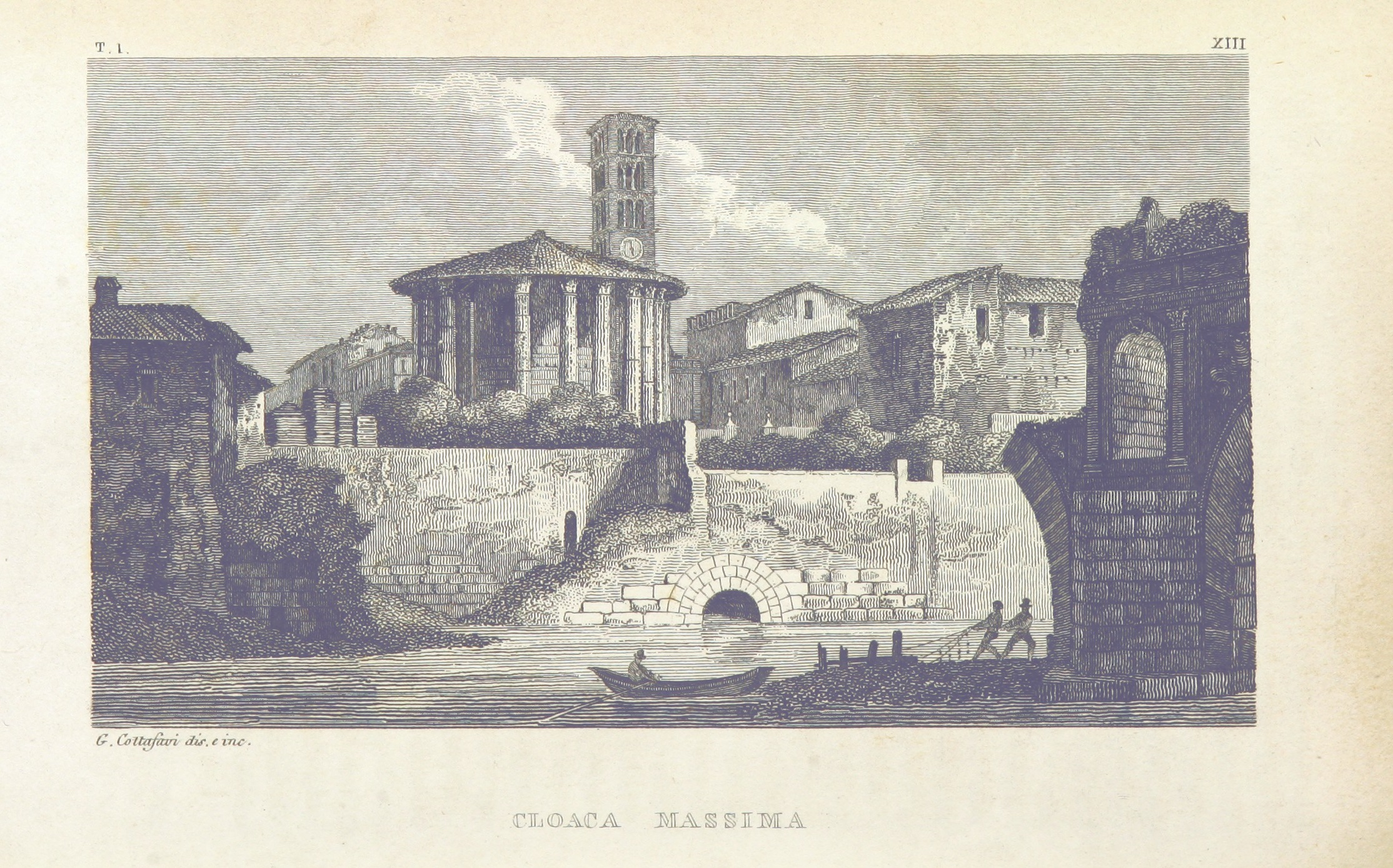
У 19 столітті
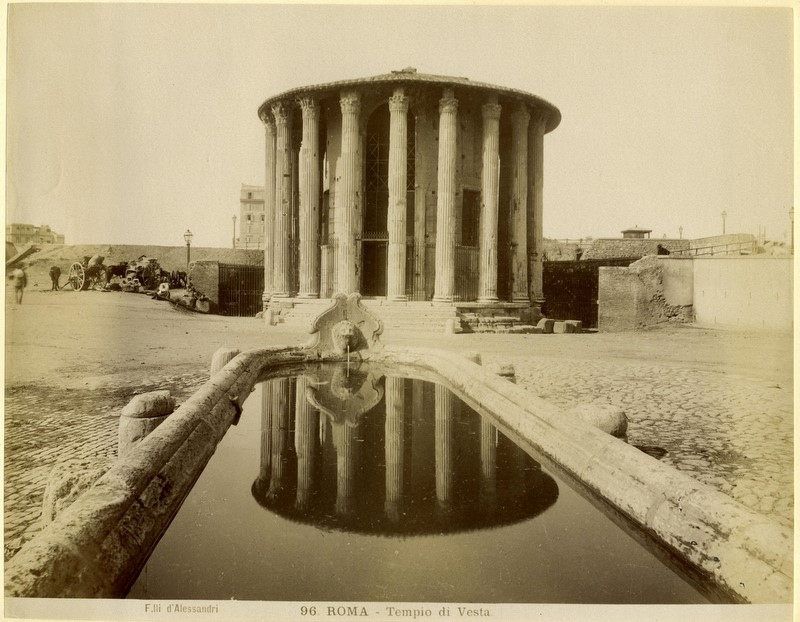
У 19 столітті
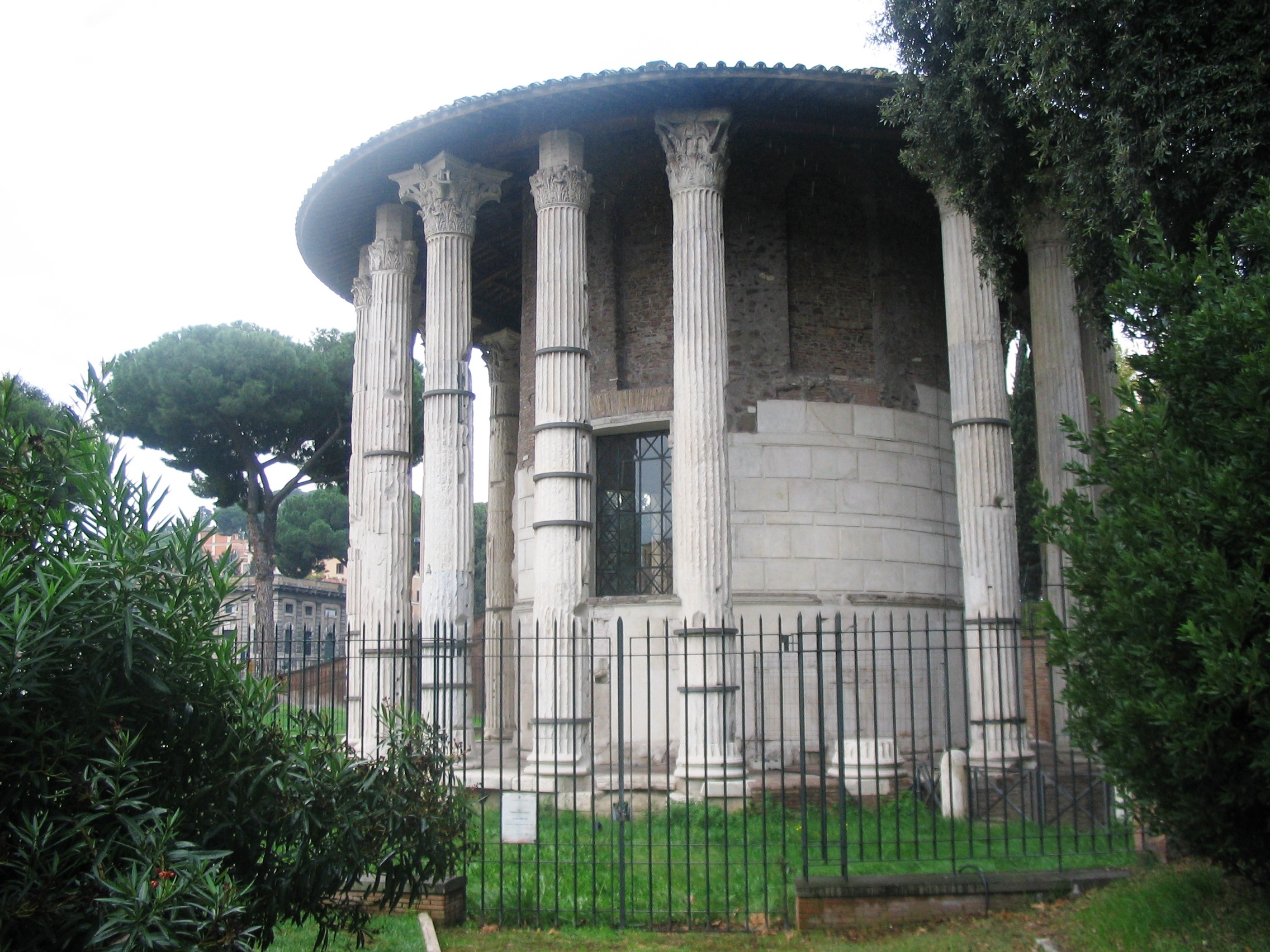
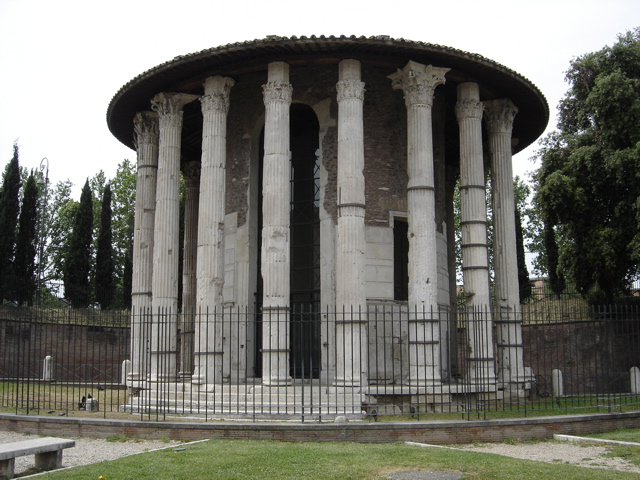
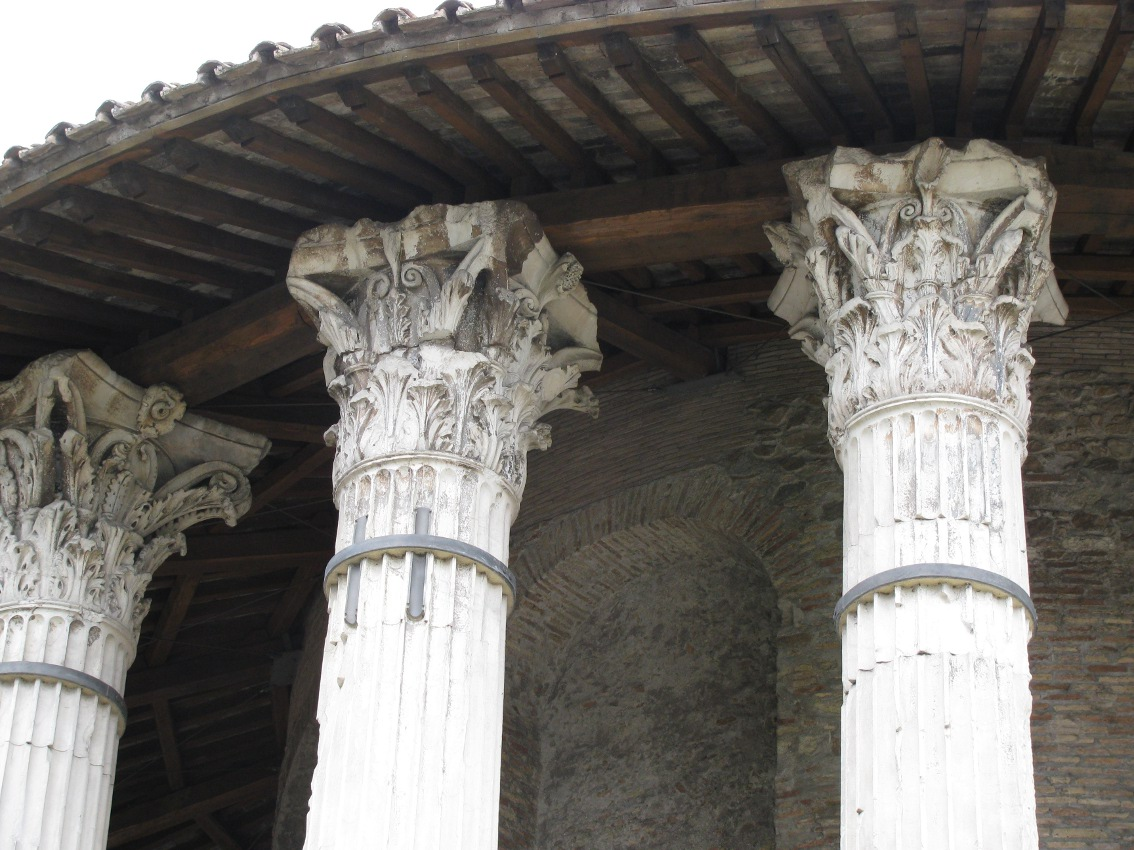
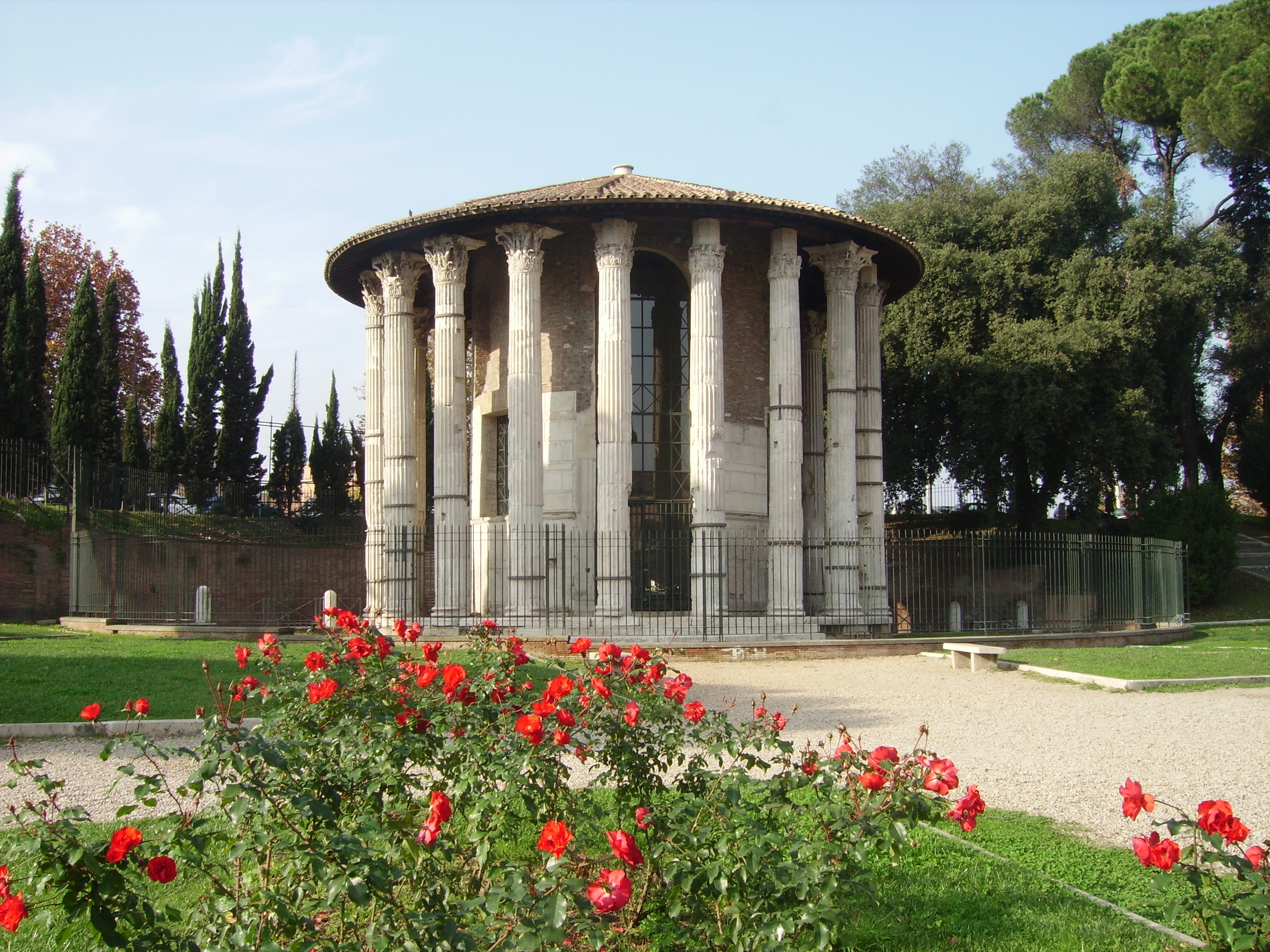
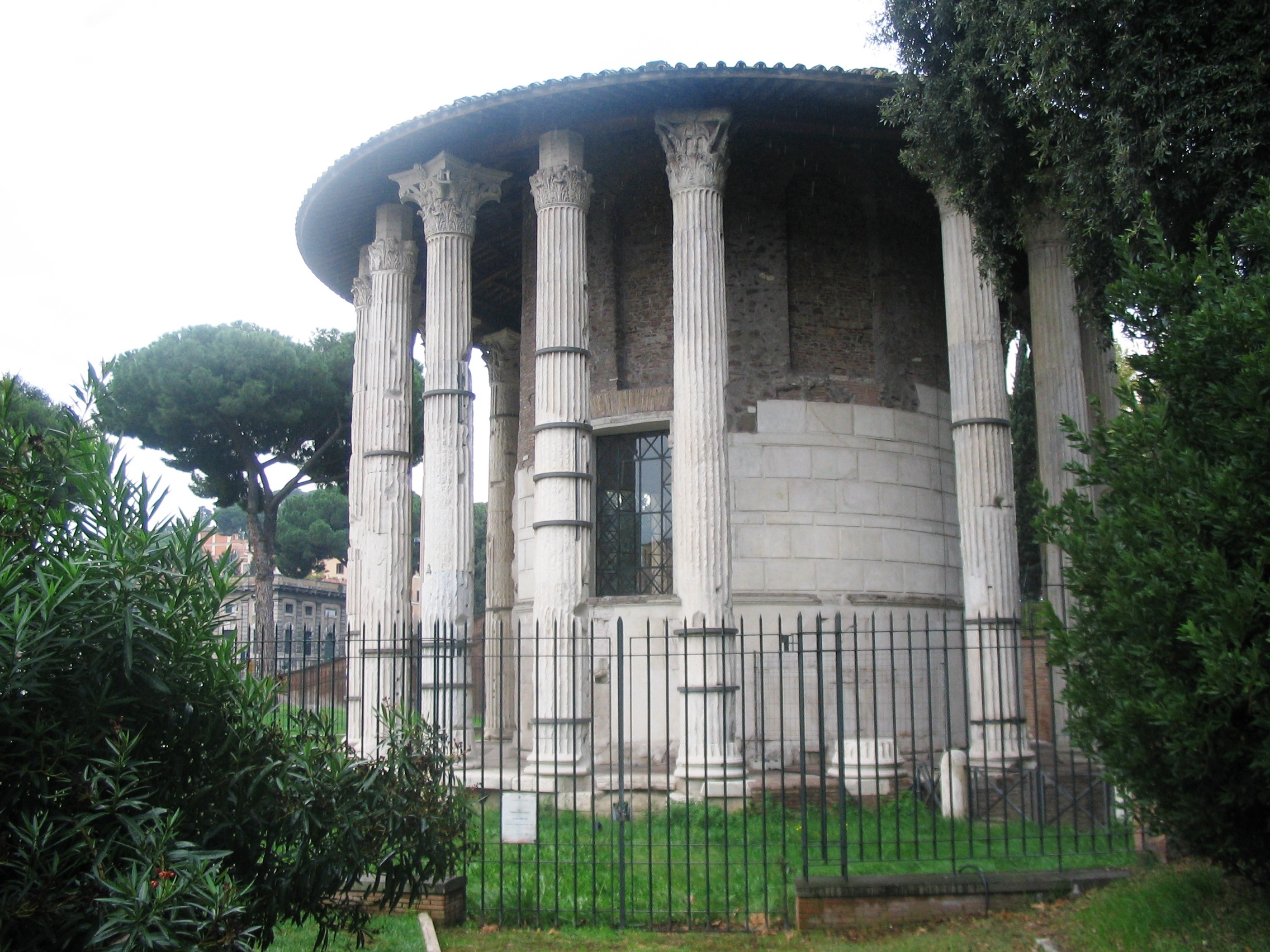
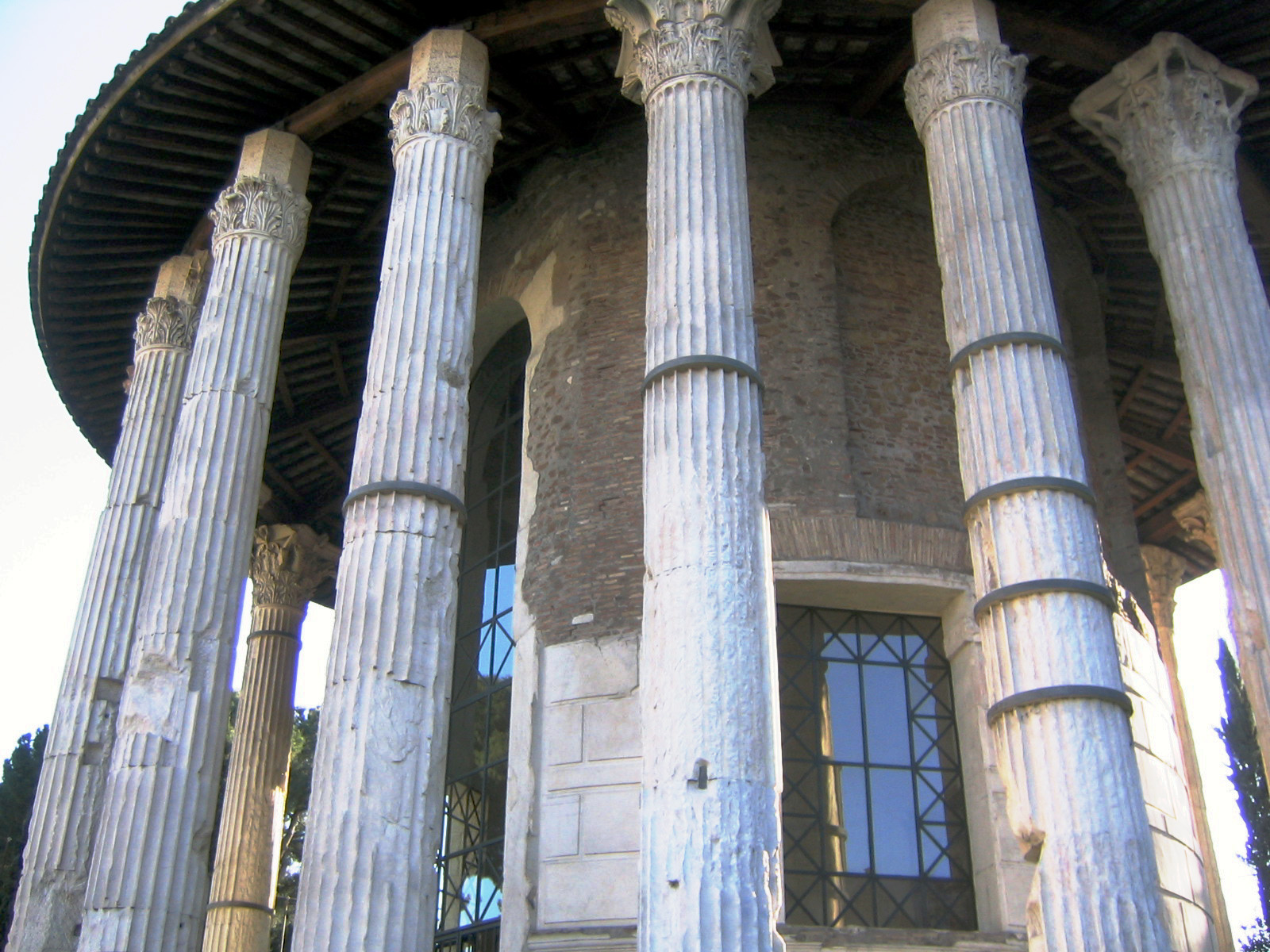
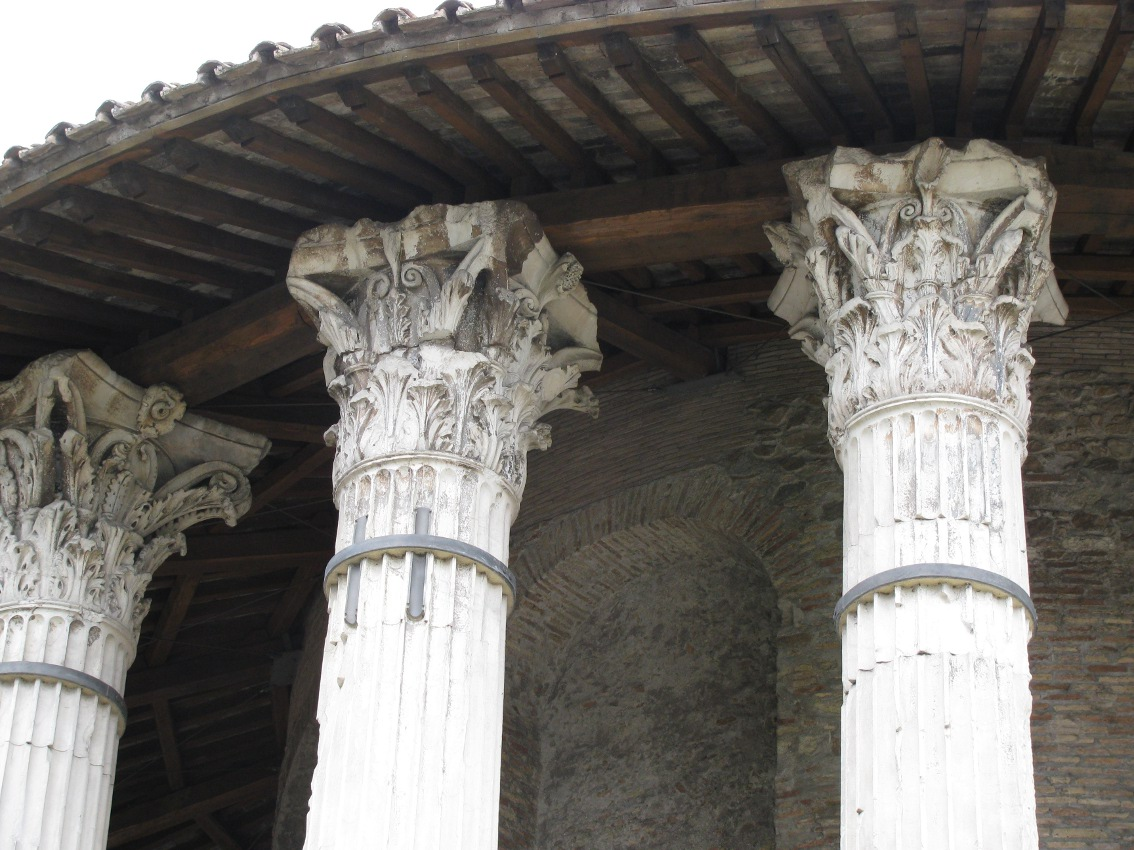